# Cheilanthes boivinii
Cheilanthes boivinii är en kantbräkenväxtart som beskrevs av Georg Heinrich Mettenius och Oskar Kuhn. Cheilanthes boivinii ingår i släktet Cheilanthes och familjen Pteridaceae. Inga underarter finns listade.